# Brechnüsse
Die Brechnüsse (Strychnos) sind eine Pflanzengattung in der Familie der Brechnussgewächse (Loganiaceae). Der deutsche Trivialname Brechnüsse ist etwas irreführend, da die Früchte keine Nüsse, sondern Beeren sind.

## Beschreibung

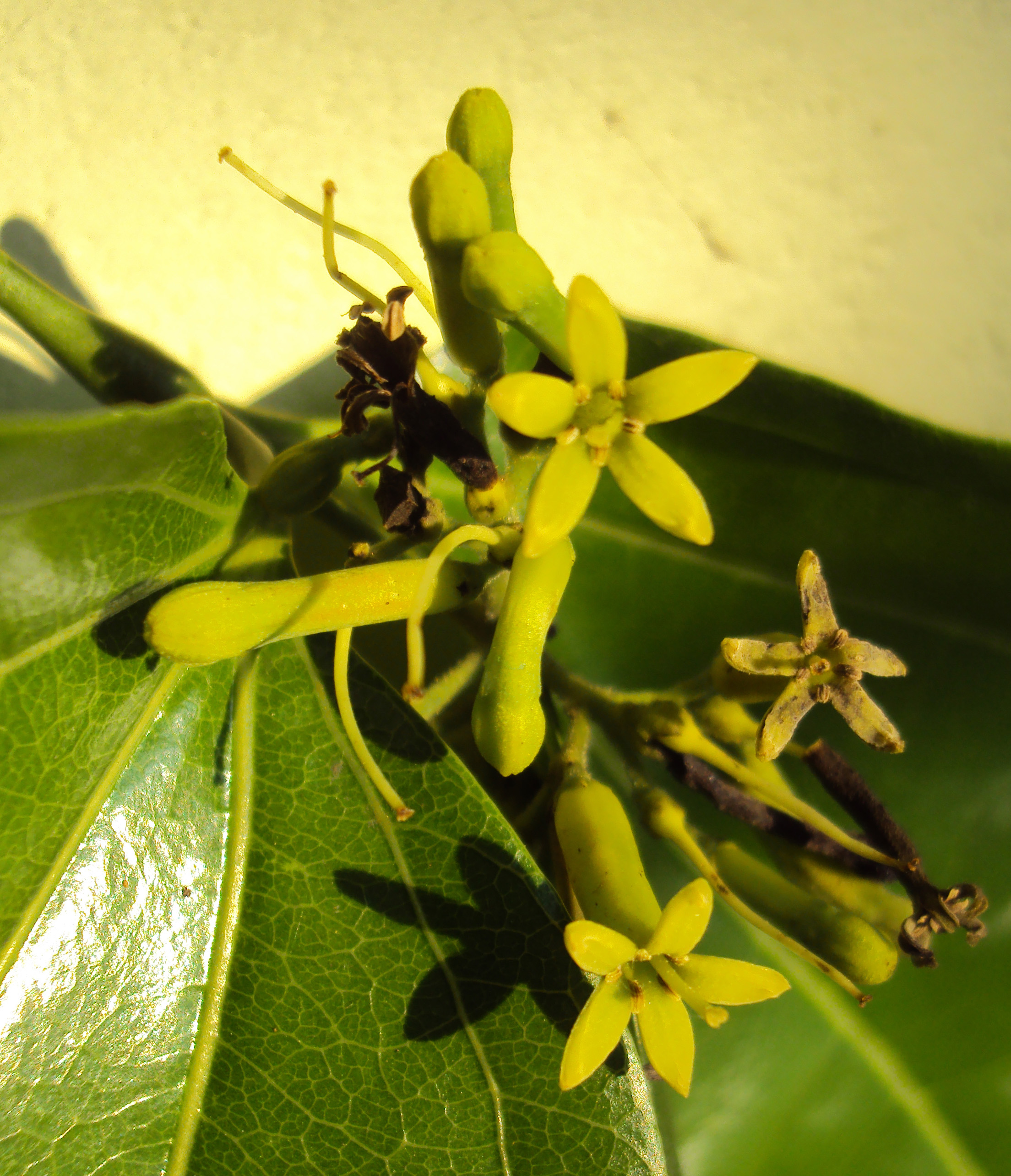
Gewöhnliche Brechnuss
(Strychnos nux-vomica)

Die Strychnos-Arten sind tropische bis subtropische verholzende Pflanzen; sie wachsen als Bäume, Sträucher oder Lianen. Die Pflanzen sind bei manchen Arten bewehrt, bei anderen unbewehrt. Bei den als Lianen wachsenden Arten sind die Ranken achselständig und ein- oder zweifach eingerollt, manchmal mit achselständigen Dornen. Die Nebenblätter sind meist reduziert. Die meist gegenständigen Laubblätter sind meist gestielt, manchmal auch direkt aufsitzend. Die Blattspreite ist ganzrandig mit drei bis sieben Hauptblattnerven.
Die endständigen oder achselständigen Blütenstände sind Thyrsen. Die gestielten oder sitzenden, zwittrigen Blüten sind radiärsymmetrisch und vier- bis fünfzählig mit doppelter Blütenhülle. Es sind vier oder fünf spitze Kelchblätter vorhanden. Die vier oder fünf Kronblätter sind röhrig (stieltellerförmig) verwachsen. Es ist nur ein Kreis mit vier oder fünf Staubblättern vorhanden. Zwei Fruchtblätter sind zu einem oberständigen Fruchtknoten verwachsen. Der Fruchtknoten enthält ein bis zwei Kammern, die jeweils mehrere Samenanlagen enthalten. Der lange, schmale Griffel ist zylindrisch. Es sind Nektarien oft am Fruchtknoten vorhanden.
Die fleischigen Beerenfrüchte färben sich im reifen Zustand orangefarben bis rot. Die dünn- bis dickwandigen Beerenfrüchte sind bei einer Länge von 8 bis 40 Millimetern und je nach Art kugelig oder ellipsoid. Das Fruchtfleisch ist meist orangefarben. Sie enthalten ein bis acht Samen.

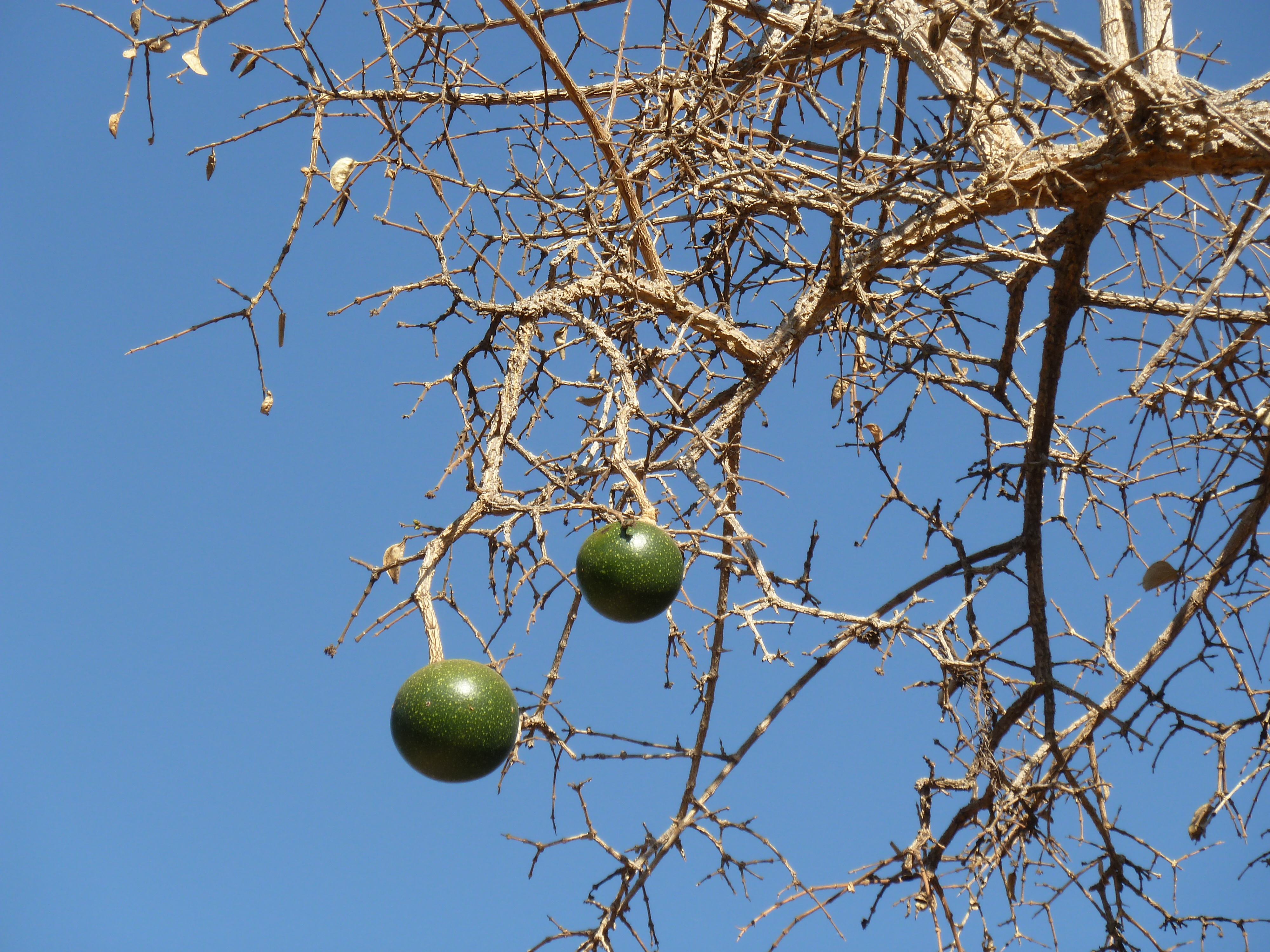
Strychnos cocculoides

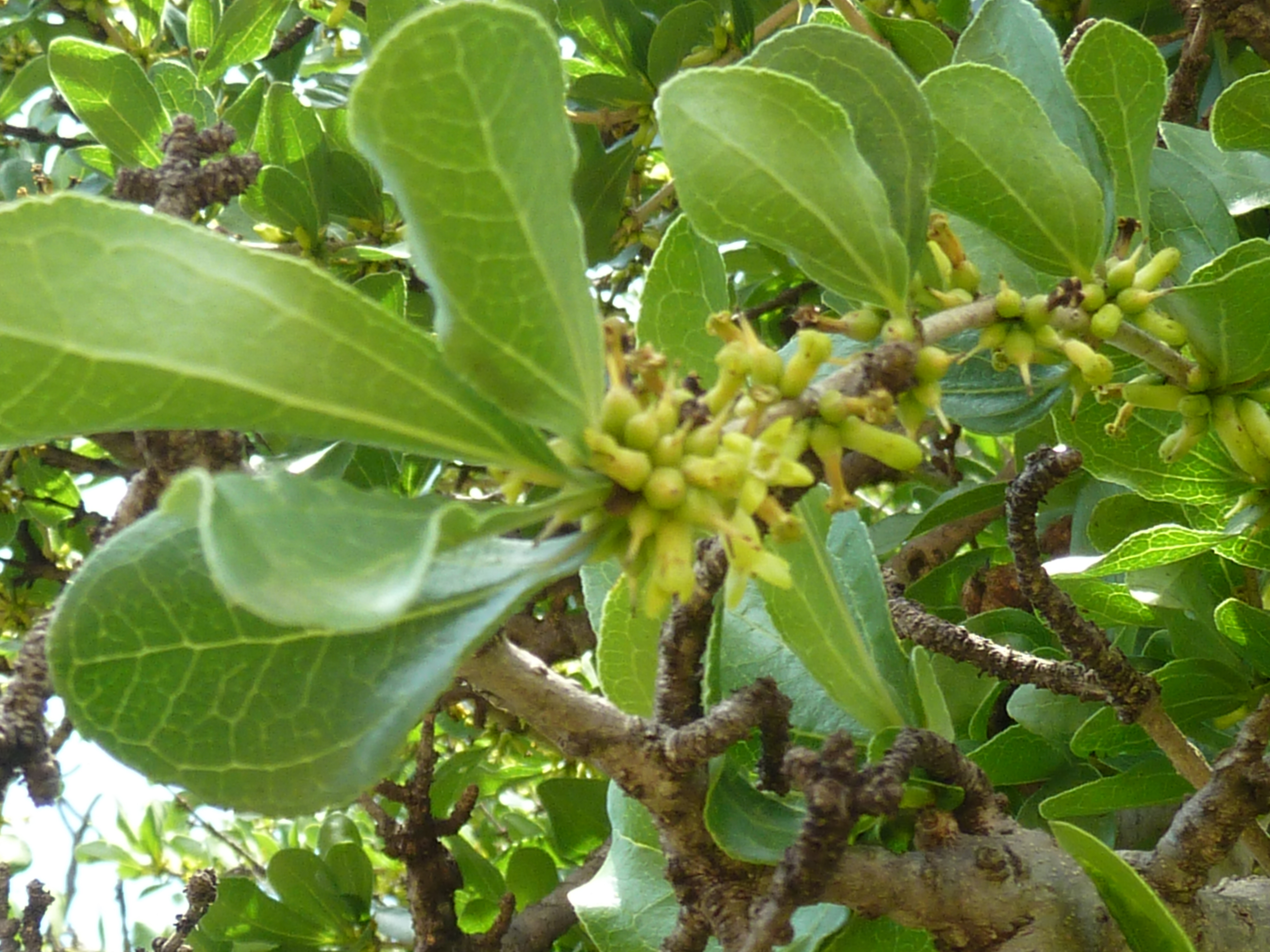
Strychnos madagascariensis

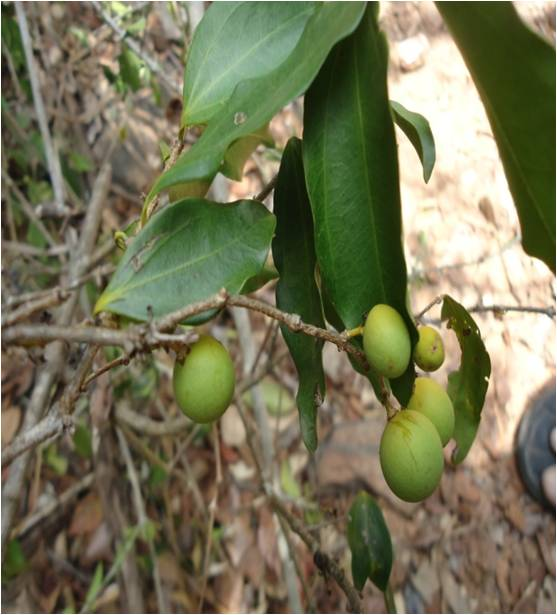
Strychnos minor

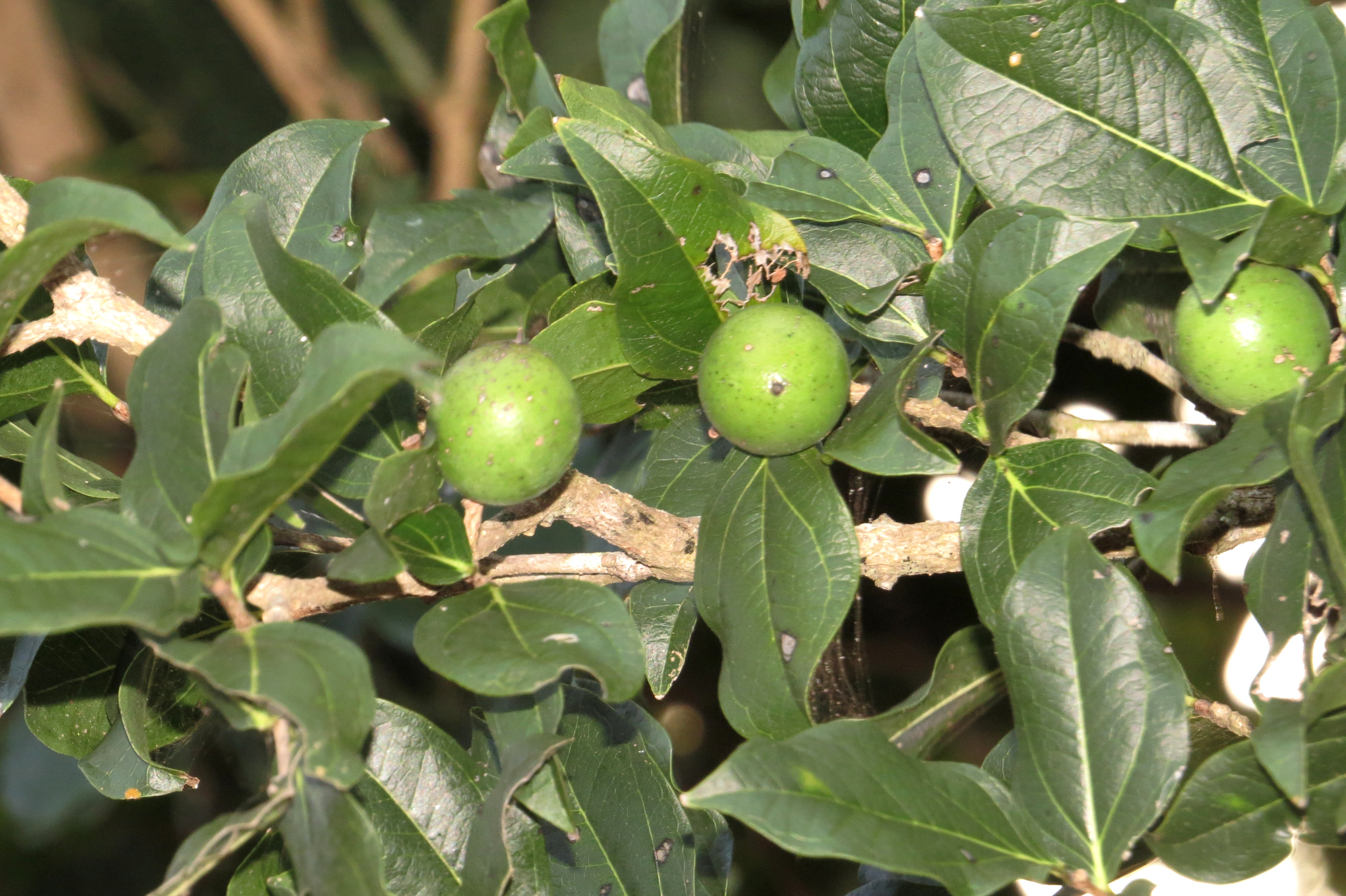
Strychnos potatorum

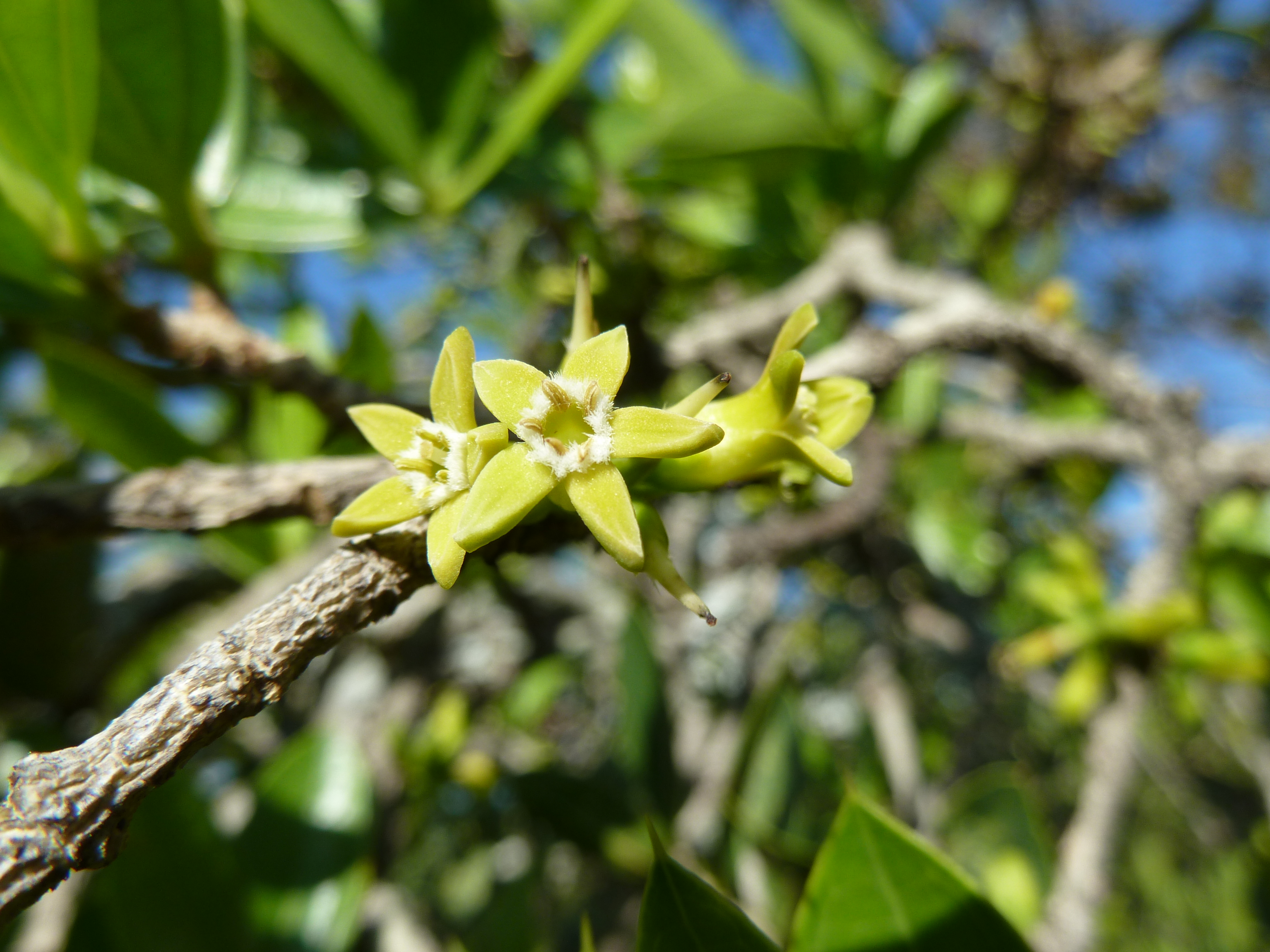
Strychnos pungens

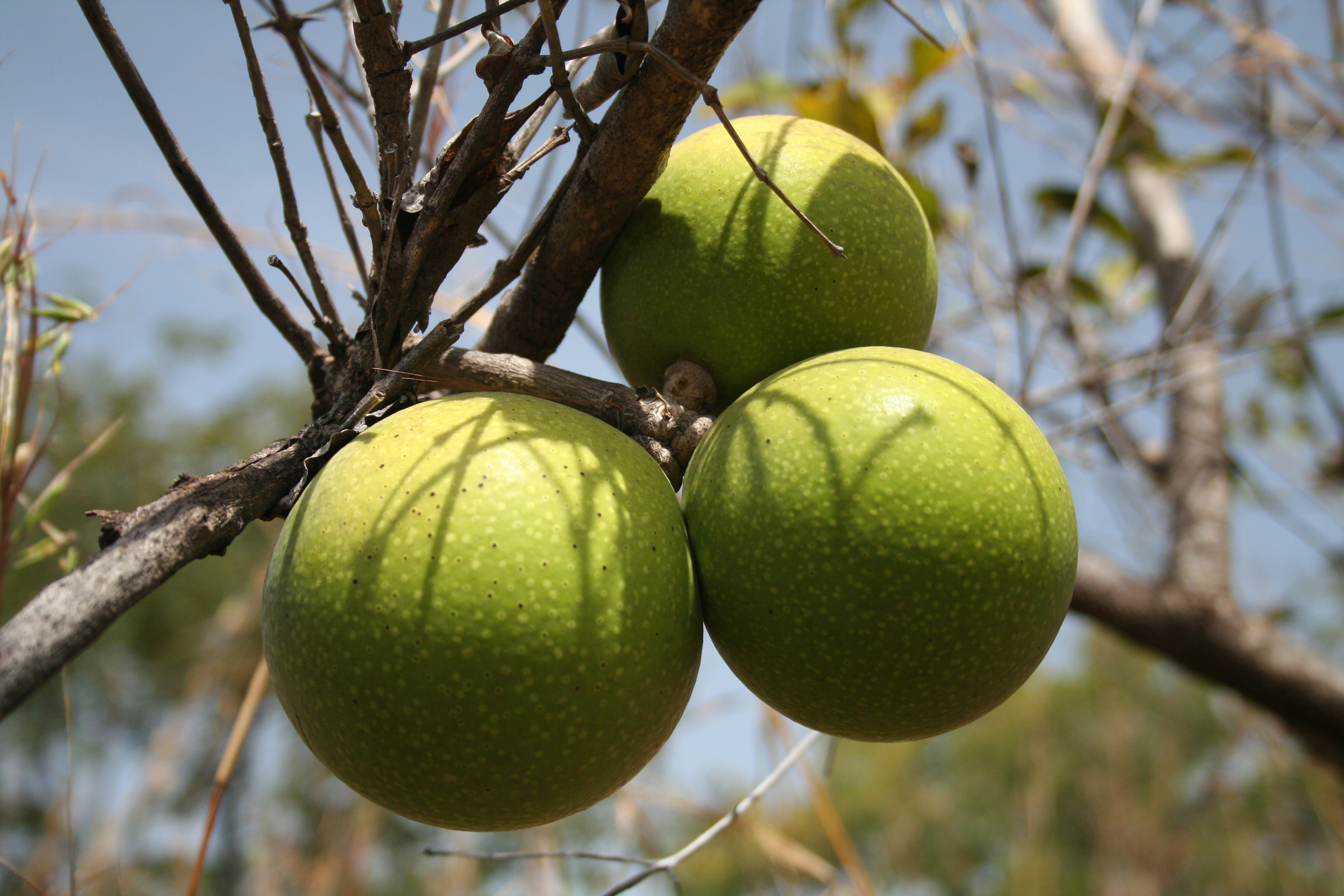
Früchte von Strychnos spinosa, Burkina Faso

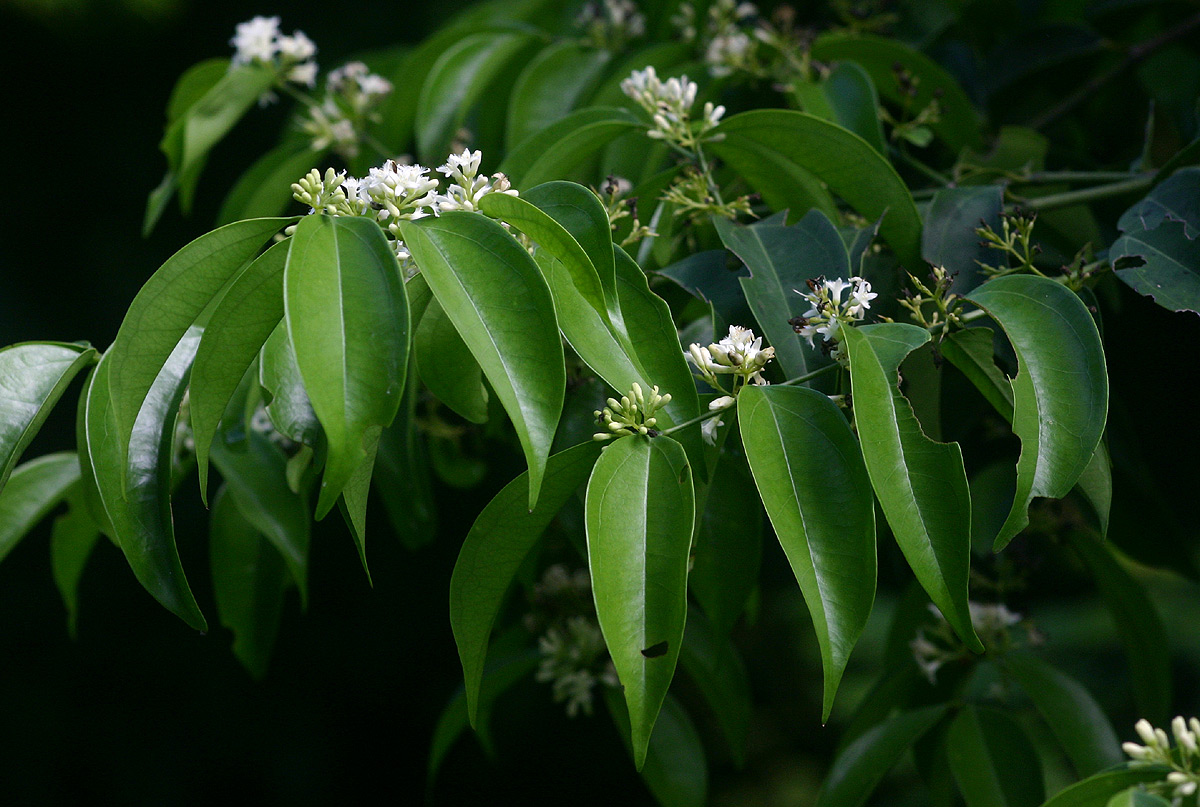
Strychnos usambarensis

## Systematik
In der Gattung der Brechnüsse (Strychnos) gibt es etwa 190 (170 bis 200) Arten; hier eine Auswahl:
- Strychnos angolensis Gilg: Sie kommt von Nigeria bis Tansania und dem südlichen tropischen Afrika vor.[3]
- Strychnos angustiflora Benth.: Sie kommt in Vietnam, auf den Philippinen und in China vor.[2]
- Strychnos axillaris Colebr.: Sie kommt in Indien, Indonesien, Malaysia, Kambodscha, Laos, Thailand, Vietnam, Yunnan und in Australien vor.[2]
- Strychnos cathayensis Merr.: Sie kommt in zwei Varietäten in Guangdong, Guangxi, Hainan, Taiwan, Yunnan und im nördlichen Vietnam vor.[4]
- Strychnos cocculoides Baker: Sie kommt im tropischen und im südlichen Afrika vor.[2]
- Strychnos cogens Benth.: Sie kommt im tropischen Südamerika vor.[3]
- Strychnos decussata (Pappe) Gilg: Sie kommt im tropischen, im südlichen Afrika und auf Madagaskar vor.[2]
- Strychnos gerrardii N.E.Br.: Sie kommt in KwaZulu-Natal vor.[2]
- Strychnos gossweileri Exell: Sie kommt in Kamerun, Congo, Zaire, Angola und Sambia vor.[2]
- Strychnos henningsii Gilg: Sie kommt vom südlichen Äthiopien bis ins südliche Afrika und auf Madagaskar vor.[3]
- Ignatius-Brechnuss (Strychnos ignatii P.J.Bergius): Sie kommt in Thailand, Vietnam, China, auf den Philippinen, in Indonesien und Malaysia vor.[2]
- Strychnos innocua Delile: Sie kommt im tropischen Afrika vor.[2]
- Strychnos lucens Baker: Sie kommt von der Zentralafrikanischen Republik bis ins südliche Afrika und bis Tansania vor.[3]
- Strychnos lucida R.Br.: Sie kommt in Australien, Indonesien und in Thailand vor.[2]
- Strychnos madagascariensis Poir.: Sie kommt im tropischen Ostafrika, im südlichen tropischen Afrika und in Madagaskar vor.[2]
- Strychnos matopensis S.Moore: Sie kommt von Tansania bis in südliche tropische Afrika vor.[3]
- Strychnos mellodora S.Moore: Sie kommt in Tansania, in Mosambik und in Simbabwe vor.[2]
- Strychnos minor Dennst.: Sie kommt in Indien, in Sri Lanka, Thailand, Myanmar, Vietnam, Indonesien, Malaysia, auf den Philippinen, in Papua-Neuguinea, in Queensland und auf den Salomonen vor.[2]
- Strychnos mitis S.Moore: Sie kommt im tropischen Afrika, im südlichen Afrika und auf den Komoren vor.[2]
- Strychnos nitida G.Don: Sie kommt in Indien, in Bangladesch, in Myanmar, Laos, Thailand, Vietnam, Guangxi und Yunnan vor.[2]
- Strychnos nux-blanda A.W.Hill: Sie kommt ursprünglich in Kambodscha, Indien, Laos, Myanmar, Thailand und Vietnam vor.[4]
- Gewöhnliche Brechnuss (Strychnos nux-vomica L.)
- Strychnos ovata A.W.Hill: Sie kommt in Indonesien, Malaysia, auf den Philippinen, im südlichen Guangdong und in Hainan vor.[4]
- Strychnos potatorum L. f.: Sie kommt in Malawi, Sambia, Simbabwe, Botswana, Namibia, Transvaal, in Indien, Sri Lanka und Myanmar vor.[2]
- Strychnos pungens Soler.: Sie kommt im tropischen und im südlichen Afrika vor.[2]
- Strychnos spinosa Lam.: Sie kommt im tropischen und im südlichen Afrika, auf Madagaskar und auf Mauritius vor.[2]
- Gift-Brechnuss (Strychnos toxifera M.R.Schomb. ex Benth.): Sie kommt in Panama und in Kolumbien vor.[2]
- Strychnos umbellata (Lour.) Merr.: Sie kommt in Vietnam, in Guangxi, Guangdong und Hainan vor.[2]
- Strychnos usambarensis Gilg: Sie kommt im tropischen und im südlichen Afrika vor.[2]
- Strychnos variabilis De Wild.: Sie kommt in Congo und Zaire vor.[2]
- Strychnos wallichiana Steud. ex A.DC.: Sie kommt in Indien, Bangladesch, Sri Lanka, Yunnan und Vietnam vor.[2]

## Giftigkeit und Nutzung
Einige Arten sind hochgiftig; die giftigen Wirkstoffe finden teilweise medizinische Verwendung. Die Gewöhnliche Brechnuss (Strychnos nux-vomica) enthält in Rinde, Laubblättern und Samen das giftige Alkaloid Strychnin.
Dennoch werden die Früchte einiger Arten (Strychnos cocculoides, Strychnos pungens, Strychnos spinosa u. a.) im tropischen und südlichen Afrika gegessen. Je nach Art ist das Fruchtfleisch gelb bis braun, sehr saftig und schmackhaft.

## Paläobotanik
2016 wurden zwei fossile Blüten in Dominikanischem Bernstein als Stychnos electri beschrieben. Sie stellen die ersten in Bernstein entdeckten fossilen Blüten der Asteriden in der Neotropis dar.

## Weiterführende Literatur
- Lost Crops of Africa, Volume III, Fruits, 2008, III 2-10 Monkey Oranges – Strychnos ab S. 309. online.